# Phlegetonia infida
Phlegetonia infida là một loài bướm đêm trong họ Noctuidae.